# Sphyraena novaehollandiae
Sphyraena novaehollandiae és un peix teleosti de la família dels esfirènids i de l'ordre dels perciformes.

## Morfologia
Pot arribar als 100 cm de llargària total.

## Distribució geogràfica
Es troba a les costes de Papua Nova Guinea, Austràlia, Nova Zelanda, Illes Mariannes, Nova Caledònia i Japó.